# Максиміліан Лейхтенберзький
Максиміліа́н Жозе́ф Євге́ній Авгу́ст Наполео́н Богарне́ (нім. Maximilian Joseph Eugène Auguste Napoléon de Beauharnais;  2 жовтня 1817 —  1 листопада 1852) — третій герцог Лейхтенберзький, князь Венеційський.

## Життєпис

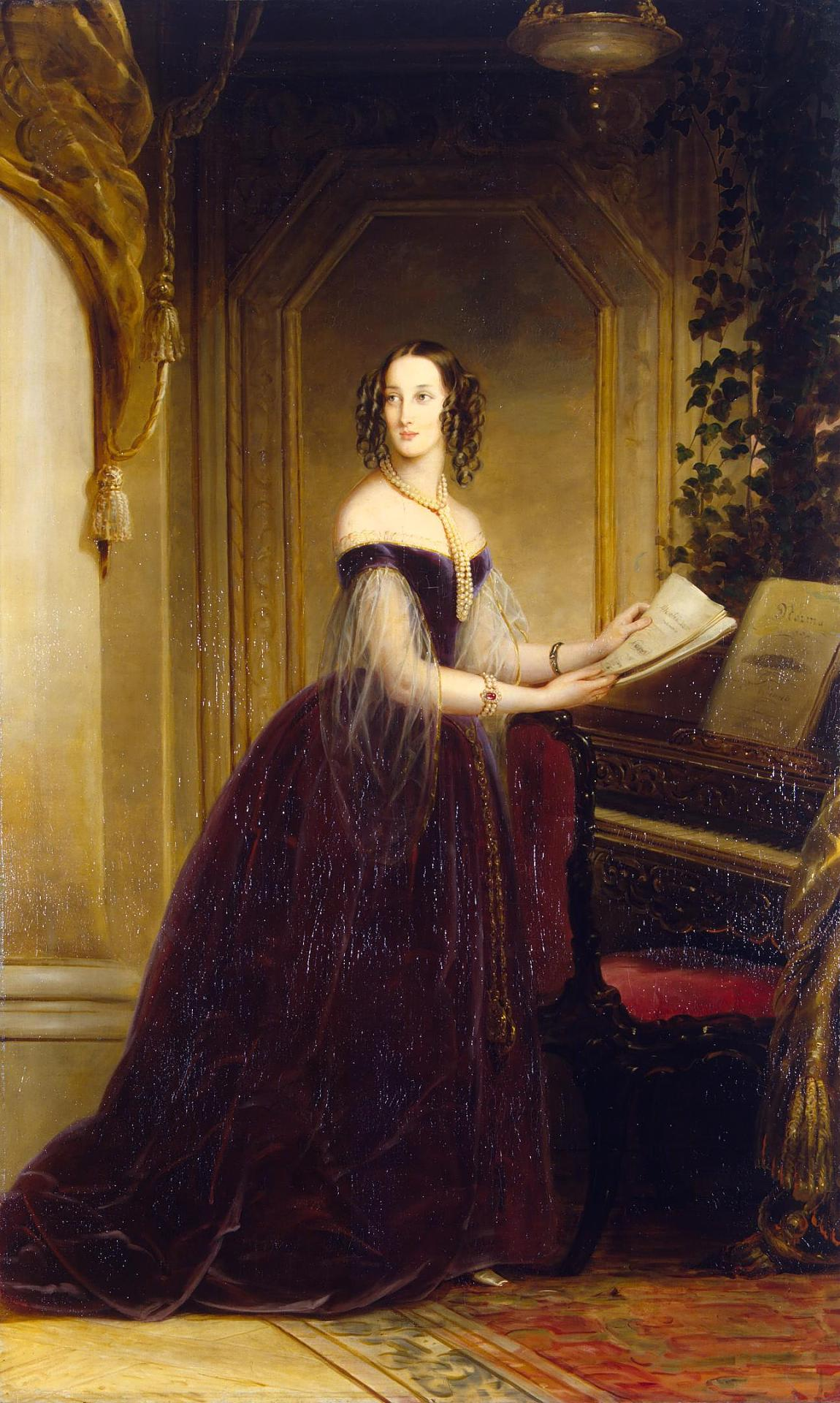
Дружина Марія Миколаївна, 1840

Максиміліан народився 2 жовтня 1817 року у Мюнхені. Він був другим сином та молодшою дитиною з шести виживших у родині Євгена Богарне (сина Жозефіни та пасинка Наполеона) та Августи Баварської (дочки короля Баварії Максиміліана I). Хлопчик мав старшого брата Августа та чотирьох сестер: Жозефіну, Ежені, Амелію та Теоделінду.
Невдовзі після його народження сім'я переїхала із замку Берг до замку Ісманінг. Тоді ж Євгеній Богарне отримав титул герцога Лейхтенберзького та князівство Айхштадт. У 1821 на Одеонсплац у Мюнхені, для родини був завершений будинок, що дістав назву Лейхтенберзький палац.
Батько помер, коли Максиміліану було шість. А після смерті 1835 року і старшого брата, до 17-річного Максиміліана перейшов титул герцога Лейхтенберзького. Після навчання Максиміліан поступив лейтенантом на баварську службу і невдовзі був назначений командиром 6-го кавалерійського полку.

В 1837 році, за дорученням дядька короля Баварії Людвига I, він відвідав Росію для участі в кавалерійських маневрах. Там його прийняли дуже тепло, де він познайомився з дочкою імператора Миколи I Марією. У жовтні 1838 року він став її нареченим, а 2 липня 1839 року офіційно оженився. В новій родині народилось семеро дітей:
- Олександра (1840–1843) — герцогиня Лейхтенберзька
- Марія (1841–1914) — княжна Романовська
- Микола (1843—1891) — князь Романовський, четвертий герцог Лейхтенберзький
- Євгенія (1845–1925) — княжна Романовська, герцогиня Лейхтенберзька
- Євгеній (1847–1901) — князь Романовський, п'ятий герцог Лейхтенберзький
- Сергій (1849–1877) — князь Романовський, герцог Лейхтенберзький
- Георгій (1852–1912) — князь Романовський, шостий герцог Лейхтенберзький

Після весілля Максиміліан отримав від імператора титул Імператорської Величності, чин генерал-майора російської служби і став шефом гусарського полку, пізніше командував 2-ю гвардійською кавалерійською дивізією, став головнокомандувачем корпуса гірських інженерів. В 1845 році він продав Папі Римському за 20 млн свої володіння в Папській області, придбав маєток в Тамбовській губернії.
У 1845–1846 роках принц узяв участь у мінералогічній експедиції на Урал. Там він захворів на пневмонію, що швидко перейшла у сухоти. Від 1847 лікарі вважали його стан безнадійним.
1849–1850 Максиміліан здійснив подорож на острів Мадейру, відому своїм цілющим кліматом. Там він проживав на віллі Quinta Vigia.
Після смерті герцога Максиміліана імператор Микола I наказав приступити до продажу його маєтку в Баварії і наказом від 6 грудня 1852 року присвоїв його дітям (тобто своїм внукам) титули князів Романовських та Імператорської Величності.
Марія Миколаївна за рік таємно вийшла заміж за графа Григорія Строґанова.

## Цікаві факти
- Вілла Quinta Vigia, на якій герцог Лейхтенберзький перебував під час свого лікування на Мадейрі наразі[5] є офіційною резиденцією президента автономного регіону.